# پیشینه زبان فارسی

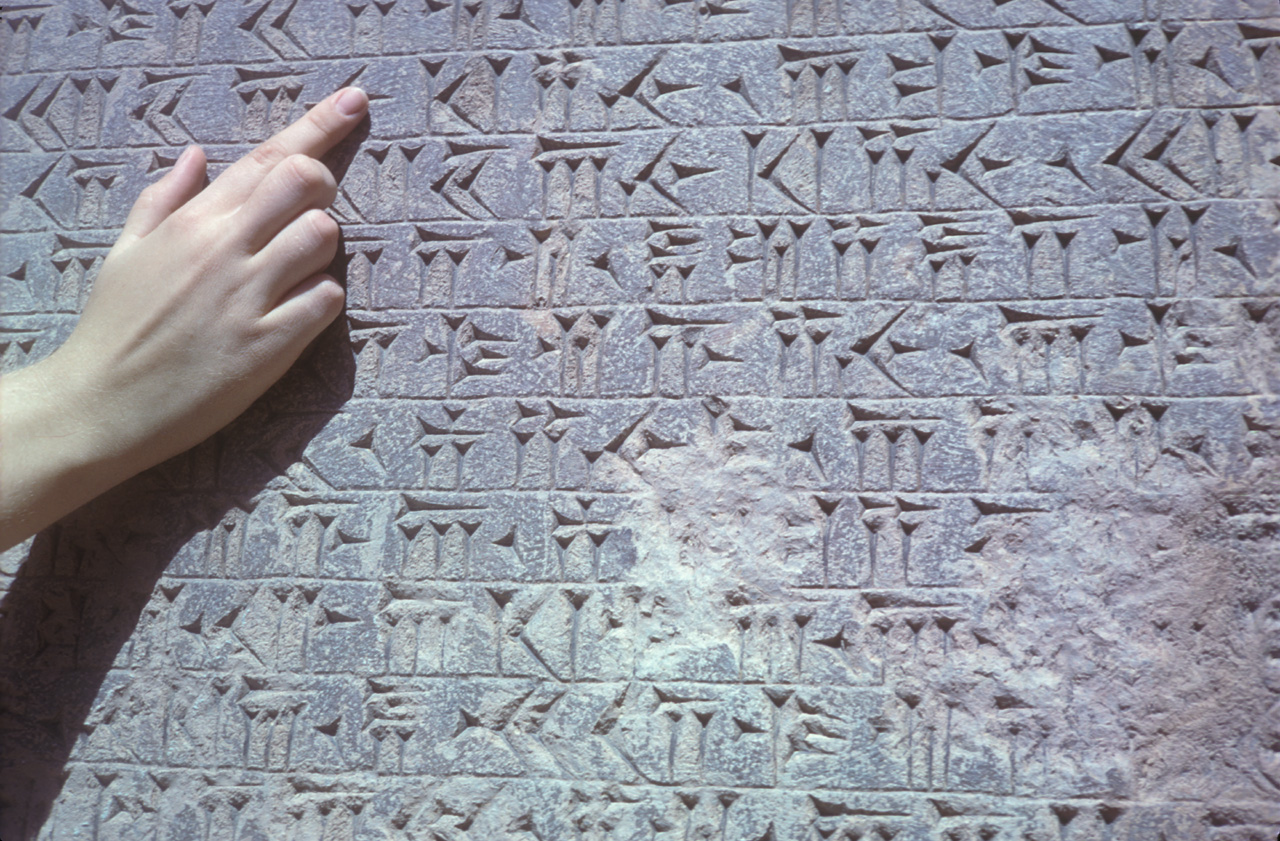
سنگ‌نبشته بیستون به زبان پارسی باستان

زبان فارسی از زبان کهن‌تر پارسی میانه (یا پهلوی) آمده که آن نیز خود از پارسی باستان سرچشمه گرفته‌است. پارسی باستان زبان رسمی شاهنشاهی هخامنشی بود و نوادهٔ آن، پارسی میانه، به‌عنوان زبان رسمی و دینی شاهنشاهی ساسانی درآمد که در این دوران در دیگر سرزمین‌های ایرانی گسترش بسیاری یافت. پس از ورود اسلام به ایران، فارسی وارد دوره نوین شد.
زبان‌های ایرانی معمولاً به سه دوره باستان، میانه و نوین تقسیم می‌شوند. این دوره‌ها با دوره‌های تاریخ ایران مطابقت دارند؛ بدین ترتیب که دوره باستان مربوط به زمان شاهنشاهی هخامنشی، دوره میانه مربوط به زمان شاهنشاهی ساسانی و دوره نوین مربوط به زمان ورود اسلام به ایران تا به امروز است. طبق اسناد موجود، زبان فارسی «تنها زبان ایرانی» است که میان سه دوره آن روابط زبانی نزدیکی برقرار است و به همین ترتیب پارسی باستان، میانه و نو همگی نمایانگر یک زبان هستند که همان فارسی است؛ به این معنی که فارسی نو نواده مستقیم پارسی میانه و باستان است؛ در حالی که ایجاد روابط نزدیک ژنتیکی میان دیگر زبان‌های میانه و نوین ایرانی دشوار است. برای نمونه زبان امروزی یغنابی به همان گروه گویشی سغدی تعلق دارد، اما نواده مستقیم این زبان نیست. باختری نیز ممکن است به یِدغه و مونجانی نوین نزدیک باشد؛ اما نیای مستقیم آن دو به‌شمار نمی‌رود. میان زبان نوین وخی و ختنی کهن نیز همین رابطه بر قرار است.
تاریخ شناخته‌شده زبان فارسی را می‌توان به سه دورهٔ متمایز زیر تقسیم کرد:

## پارسی باستان

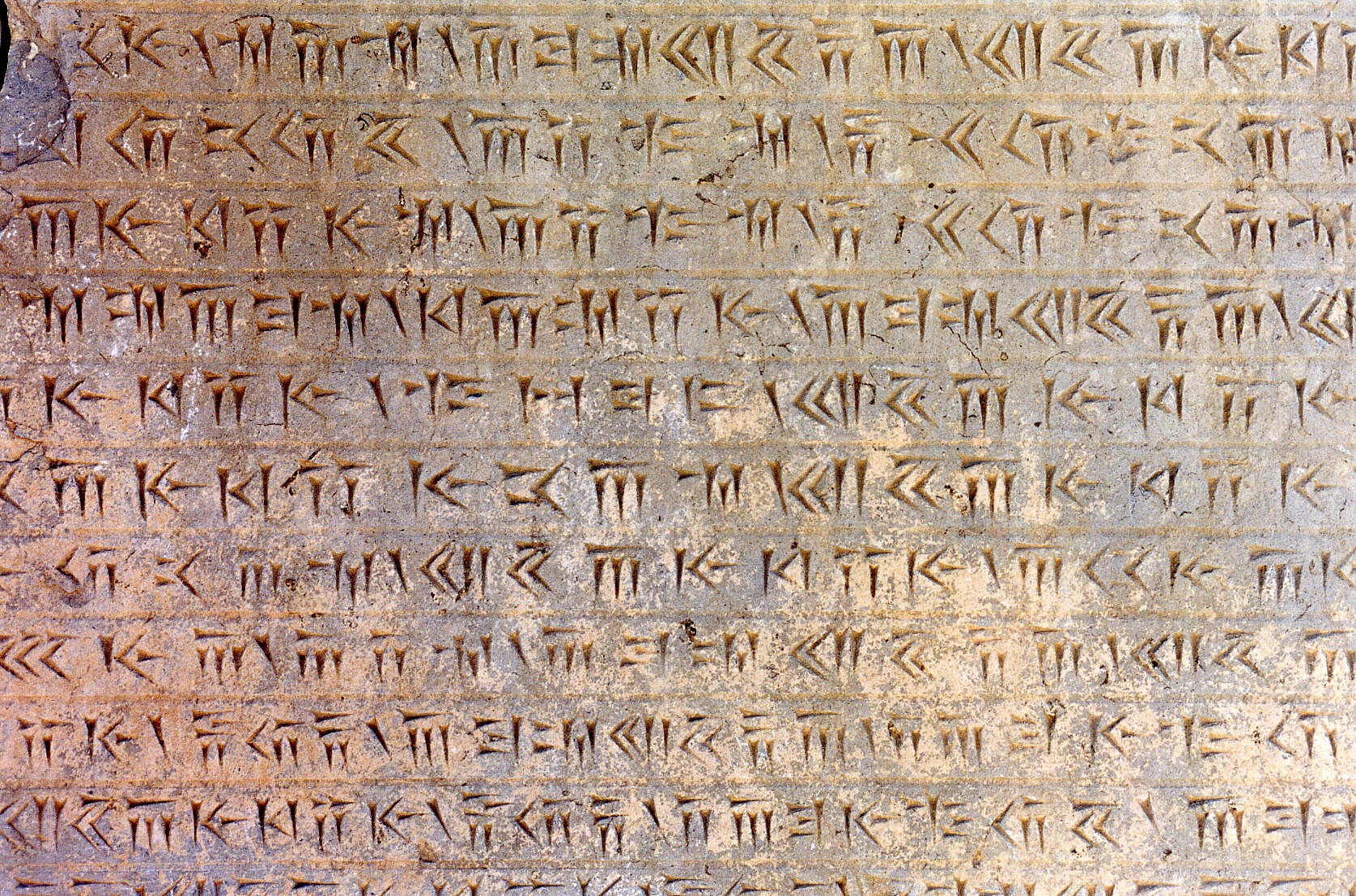
یک کتیبه پارسی باستان به خط میخی در تخت جمشید

«پارسی باستان» در زمان دودمان هخامنشی گفتگو می‌شده‌است. کهن‌ترین متن نوشته‌شده به آن مربوط به سنگ‌نبشتهٔ بیستون است که به زمان داریوش بزرگ (فرمانروایی در ۵۲۲–۴۸۶ پ. م) بازمی‌گردد. آثار نوشته‌شده به پارسی باستان در ایران، رومانی (گرله)، ارمنستان، بحرین، عراق، ترکیه و مصر امروزی یافت شده‌اند. پارسی باستان یکی از کهن‌ترین زبان‌های هندواروپایی است که از آن آثار نوشتاری بر جای مانده‌است. خط پارسی باستان، خط میخی بوده‌است و به نظر می‌رسد در زمان هخامنشی، چندان در میان توده‌ها رایج نبوده‌است و تنها خطی ادبی برای نوشتن سنگ‌نوشته‌ها بوده‌است. پارسی باستان از نظر دستوری پیچیده‌تر از نسل‌های بعدیِ «فارسی» بود.
با توجه به فرضیات خاص تاریخی در مورد تاریخ اولیه و منشأ پارسیان باستان در جنوب غرب ایران (که هخامنشیان از آن جا برخاستند)، پارسی باستان در اصل توسط قبیله‌ای به نام پارسواش صحبت می‌شد که در هزارهٔ نخست پیش از میلاد به ایران وارد شدند و در ناحیه‌ای که امروزه فارس خوانده می‌شود، سکنیٰ گزیدند. زبان آن‌ها، پارسی باستان، به زبان رسمی شاهان هخامنشی تبدیل شد. نوشته‌های آشوری، که در واقع به نظر می‌رسد دربرگیرندهٔ نخستین شواهد حضور ایرانیان باستان در فلات ایران باشند، گاه‌شناسی خوبی ارائه می‌دهند، اما فقط نشانگر جایگاه جغرافیایی تقریبی آنچه امروزه پارسی باستان می‌خوانیم، هستند. در نوشته‌های شلمنسر سوم مربوط به سدهٔ نهم پیش از میلاد که در پیرامون دریاچهٔ ارومیه یافت شده‌اند، برای نخستین بار از پارسواش (در کنار ماتای، احتمالاً مادها) یاد شده‌است. هویت دقیق پارسواش به‌طور قطعی مشخص نیست، اما از نظر زبان‌شناسی، این واژه با واژهٔ پارسی باستان پارسه مطابقت دارد که آن نیز مستقیماً از واژهٔ کهن‌تر *پارسوا می‌آید. همچنین از آنجا که پارسی باستان دربرگیرندهٔ واژگانی از دیگر زبان منقرض‌شده ایرانی، مادی، است، به گفته پرودس شروو ممکن است پارسی باستان پیش از پایه‌گذاری امپراتوری هخامنشی و در نیمهٔ نخست هزارهٔ نخست پیش از میلاد نیز صحبت می‌شده‌است.
علاوه بر پارسی باستان، سه گویش ایرانی باستان دیگر شناخته‌شده‌اند: مادی، سکایی و اوستایی. از دو زبانِ مادی و سکایی، که اولی در غرب ایران و منطقهٔ فرمانروایی ماد و دومی در شمال، از مرزهای چین تا دریای سیاه، ازجمله میان اقوام پارت و ساکنان سُغد رایج بوده، تنها واژگان و عبارت‌هایی در نوشته‌های دیگران برجای مانده‌است؛ اما از زبان‌های اوستایی و پارسی باستان مدارک بسیار در دست است. اوستایی زبان دینی مَزدَیَسنا است.
در کتاب فرهنگ و واژه‌نامه لکی کیان به نقل از کتاب جغرافیای نظامی ایران آمده: «زبان لکی از زبان‌های فارسی قدیم ایران می‌باشد که به علت کوهستانی بودن جایگاه آن مردم، از نفوذ واژه‌های بیگانه محفوظ مانده‌است.» راولینسون نیز، زبان لکی را مشتق شده از فارسی باستان می‌داند.

## پارسی میانه
| دارم اندرزی از دانایان |  | Dārom andarz-ē az dānāgān |
| از گفتهٔ پیشینیان       |  | Az guft-ī pēšēnīgān       |
| به شما بگزارم          |  | Ō šmāh bē wizārom         |
| به راستی اندر جهان     |  | Pad rāstīh andar gēhān    |
| اگر این از من پذیرید   |  | Agar ēn az man padīrēd    |
| بوَد سودِ دو جهان        |  | Bavēd sūd-ī dō gēhān      |

، شعر اندرز دانایان به مزدیسنان به پارسی میانه و برگردان آن به فارسی نو
«پارسی میانه» از سده سوم پیش از میلاد تا سده هفتم پس از میلاد در ایران‌زمین رایج بوده‌است. دستور زبان فارسی در دوره میانه ساده‌تر از دوره باستان ولی پیچیده‌تر از فارسی نو رایج در دورهٔ اسلامی بوده‌است؛ برای نمونه ساختار مثنی و جنس دستوری که در پارسی باستان رایج بودند، در این زبان ناپدید شدند. زبان فارسی امروزی و پارسی میانه چه از دید واژگانی و چه از دید دستوری همانندی‌های بسیاری دارند. در واقع تحولی که از پارسی باستان تا پارسی میانه رخ داده‌است بسیار بزرگ‌تر از تحولی‌است که پارسی میانه را به فارسی نو تبدیل کرده‌است.
اگرچه دوره میانه زبان‌های ایرانی به‌طور رسمی با سقوط امپراتوری هخامنشی آغاز می‌شود، دوره گذار پارسی باستان به میانه احتمالاً پیش از سده ۴ پیش از میلاد آغاز شده بود. با این حال، پارسی میانه در واقع تا ۶۰۰ سال بعد که در کتیبه‌های دوران ساسانی (۲۲۴–۶۵۱ میلادی) پدیدار می‌شود، در جایی ظاهر نشده‌است، بنابراین هر نوع زبانی مربوط به زمانی پیش از این تاریخ را با هیچ درجه اطمینانی نمی‌توان توصیف کرد. افزون بر این، پارسی میانه به عنوان یک زبان ادبی برای نخستین بار در سده ششم تا هفتم میلادی پدیدار می‌شود. از سده هشتم به بعد، روند تغییر تدریجی پارسی میانه به فارسی نو آغاز شد و گونه دوران میانه تنها در مزدیسنا به حیات خود ادامه داد.
پارسی میانه را گونه پسین پارسی باستان می‌دانند. نام بومی پارسی میانه پارسیگ یا پارسیک بود که از نام منطقه «پارس» آمده که همان پارسه پارسی باستان و فارس فارسی نو است. پس از فروپاشی دولت ساسانی، پارسیک منحصراً به پارسی (میانه یا نو) که به خط عربی نوشته شده بود گفته می‌شد. از سده نهم به بعد، که پارسی میانه در آستانه تبدیل شدن به فارسی نوین بود، گونه کهن‌تر زبان به اشتباه پهلوی نامیده شد که در واقع یکی از سامانه‌های نوشتاری بود که از آن برای نوشتن پارسی میانه و دیگر زبان‌های میانه ایرانی استفاده می‌شد. این سامانه نوشتاری را ساسانیان از اشکانیان آموخته بودند. ابن مقفع در سده هشتم میان پهلوی و پارسی تمایز قائل می‌شد اما این تفکیک در گزارش‌های عربی پس از آن تاریخ مشهود نیست.

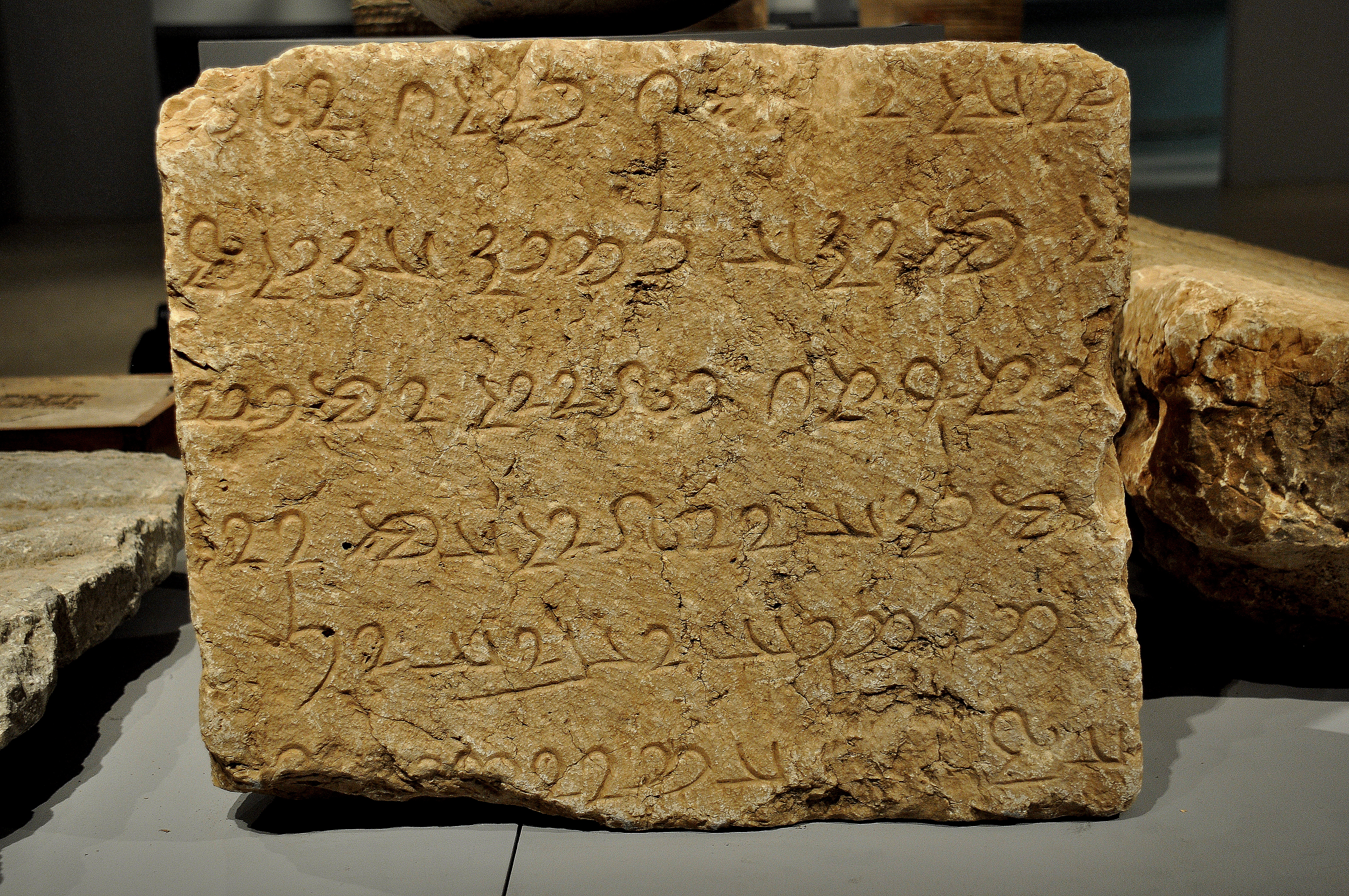
سنگ‌نوشته پارسی میانه پایکولی (۲۹۴ م)، موزه سلیمانیه، کردستان عراق

گرنوت ویندفور فارسی نو را حاصل تحول پارسی میانه و باستان می‌داند اما همچنین بیان می‌کند که هیچ یک از گویش‌های شناخته‌شده پارسی میانه نیای مستقیم فارسی نو نیستند. لودویگ پاول در این زمینه بیان می‌کند: «زبان شاهنامه را باید یکی از مصادیق توسعه مداوم تاریخی پارسی میانه به فارسی نو دانست.»
در دوره ساسانیان، ایرانیان در محاوره، به فارسی میانه گفتگو می‌کردند و در هر شهر و ولایت از لهجه‌ها و گویش‌های مختلف محلی و منطقه‌ای خود استفاده می‌نمودند. این لهجه‌ها و گویش‌ها فرق‌های زیادی با یکدیگر داشتند که حتی باعث می‌شد که مردم نقاط دورتر در فهمیدن سخن یکدیگر دچار مشکل شوند. علت اصلی آن هم این بود که نظام استاندارد یا «معیار» زبان کتبی پهلوی منسجم نبود و توان خواندن و نوشتن آن هم محدود به قشر بسیار کوچکی از مردم بود که اصولاً عبارت از دو قشر بودند: دبیران و دهقانان برای نوشتن متون و نامه‌های رسمی، اداری و تجاری و روحانیون جهت ثبت متون دینی.
نوشتار زبان فارسی میانه به صورت بسیار محدودی به عنوان زبان نوشتاری شاهنشاهی ساسانی و اسناد دولتی مانند ثبت سند مالکیت به کار برده می‌شد. بعدها در دوره امویان، دبیران و دهقانان حدود پنجاه سال برای کارهای اداری و دیوانی کماکان از زبان کتبی فارسی میانه استفاده می‌کردند، تا اینکه خلفای اموی در تمام قلمرو امپراتوری استفاده از تنها زبان عربی را اجباری اعلام کردند. با این همه ظاهراً حتی تا قرن نهم و دهم دبیران ایرانی در بعضی نقاط مانند مازندران و ری برای نوشتن متون و اسناد خود از هر دو زبان پهلوی و عربی استفاده می‌کردند.

### زند و پازند
زند در اوستا به معنای شرح و تفسیر است و معنای دیگری برای آن وجود ندارد. زند اوستا یعنی متن اوستا با تفسیر پهلوی آن؛ بنابراین، زند زبان یا لهجه نیست. گاهی در ادبیات این واژه به‌جای اوستا به کار رفته‌است:
| که ما راست گشتیم و هم دین‌پرست |  | کنون زندِ زرتشت زی ما فرست |

پازند کلمه‌ای مشتق از پا + زند است که بعد از اسلام در ایران شکل گرفت و عبارت است از پهلوی روان‌شده بدون لغات هُزوارِش، یعنی به‌جای مفهوم‌نگاشت آرامی، خود کلمات فارسی معادل آن‌ها را نوشته‌اند. پازند معمولاً به خط سادهٔ اوستایی که به آن «دین دبیره» گفته می‌شود، نوشته می‌شود و در بعضی موارد به خط فارسی نیز نوشته شده‌است.
در میان نوشته‌های پازند، سه نامه را که اهمیت بیشتری دارند و باید به عنوان منبعی که از پارسی باستان، اوستا و پهلوی به جای مانده‌است به حساب آوریم، شامل: دانای مینو خرد، ائو گمدئچا، ایاتکار جاماسپیک که سرچشمهٔ بسیاری از لغات پارسی نیز می‌باشند.

## فارسی نو

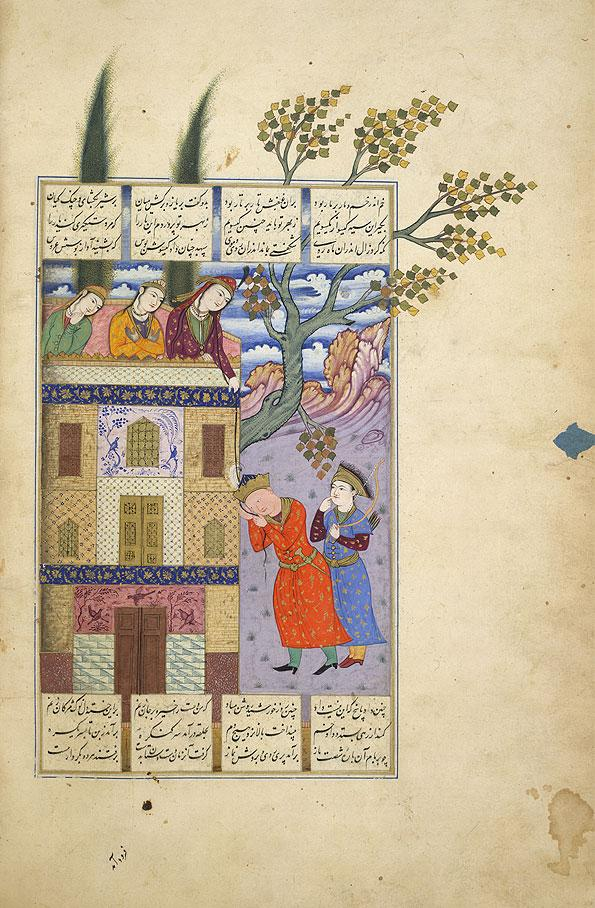
شاهنامهٔ فردوسی

«فارسی نو» یا «فارسی نوین» واپسین گونهٔ زبان فارسی به‌شمار می‌رود. این گونه در سده‌های هشتم و نهم میلادی در زمان حکومت عباسیان جایگزین فارسی میانه شد. فارسی نو به سه دوره آغازین، کلاسیک و امروزی بخش‌پذیر است. میان این دوره‌ها برخلاف پارسی باستان و میانه، هیچ مرز زبان‌شناسانه مشخصی وجود ندارد و تعریف آن‌ها تلویحاً بر اساس گفته‌های ژیلبر لازار است که اسناد فارسی سده سیزده میلادی به بعد را فاقد ویژگی‌های گویشی می‌داند و شکل‌گیری فارسی معیار همگن را کمابیش به این دوره منتسب می‌کند.

### فارسی نو آغازین
با زوال عباسیان، زندگی ملی ایرانیان دوباره برقرار شد و ایرانیان پایه‌های نوزایی را در زبان خود بنا نهادند. فارسی نو به عنوان یک زبان مستقل برای نخستین بار در بلخ از طریق اقتباس از گونه گفتاری پارسی میانه دربار ساسانی به نام پارسی دری پدیدار شد. گهواره نوزایی ادبی فارسی در شرق ایران بزرگ در سیستان، خراسان و فرارود (افغانستان، تاجیکستان، ازبکستان و ترکمنستان امروزی) بود. بنابراین واژگان فارسی نو به شدت از زبان‌های ایرانی شرقی، به ویژه سغدی، تأثیر پذیرفت.
چیرگی فارسی نو در زمان فرمانروایی سه دودمان ایرانی‌تبار طاهریان (۸۲۰–۸۷۲)، صفاریان (۸۶۰–۹۰۳) و سامانیان (۸۷۴–۹۹۹) رخ داد. گفته می‌شود که ابوالعباس مروزی نخستین آوازه‌خوانی بود که به زبان فارسی نو آواز خواند و پس از او اشعار حنظله بادغیسی از معروف‌ترین اشعار در میان فارسی‌زبانان بوده‌است. فارسی نو آغازین برای گویشوران فارسی امروزی تا حد زیادی قابل درک است، زیرا نحو و تا حدودی واژگانش تاکنون نسبتاً پایدار مانده‌اند.
پس از پیروزی اعراب در ایران، فارسی گفتاری همچنان به سوی خاور پیش رفت و به وسیلهٔ سپاهیان و بازرگانان به فرارود و افغانستان کنونی رسید. برای فاتحان عرب، فارسی، بسیار بیشتر از عربی، زبان تبلیغ و نشر اسلام در میان مردم این نواحی بود. از همین‌رو سرانجام فارسی جانشین زبان‌های محلّی از جمله سغدی و دیگر گویش‌ها شد؛ و در همین مناطق، در مرزهای خاوری ایران، بود که فارسی زبان ادبی این جوامع گردید.
نخستین شعرها به زبان فارسی نو در افغانستان امروزی پدیدار شدند. نخستین شاعر بزرگ فارسی‌زبان رودکی بود. او در قرن دهم میلادی در زمان اوج قدرت سامانیان شکوفا شد. اگرچه شعر کمی از او حفظ شده‌است، هنوز به عنوان یک شاعر درباری، نوازنده و خواننده برجسته مشهور است. از جمله آثار گمشده او حکایت‌های تبدیل به نظم‌شده کلیله و دمنه است.
گسترش جغرافیایی فارسی از سده یازدهم به بعد آغاز شد و از آن زمان به عنوان واسطهٔ آشنایی ترکان آسیای میانه با اسلام و فرهنگ شهرنشینی درآمد. فارسی نو به‌طور گسترده‌ای به عنوان یک زبان میانجی فرامنطقه‌ای مورد استفاده قرار گرفت که به دلیل ساختار ریخت‌شناختی نسبتاً ساده آن بسیار مناسب این کار بود و این وضعیت حداقل تا قرن نوزدهم ادامه داشت. در اواخر قرون وسطی، زبان‌های ادبی اسلامی جدیدی بر اساس الگوی فارسی ایجاد شدند که از آن‌ها می‌توان ترکی عثمانی، جغتایی، دوبهاشی و اردو را نام برد که به عنوان «زبان‌های دختر ساختاری» فارسی در نظر گرفته می‌شوند.

### فارسی کلاسیک

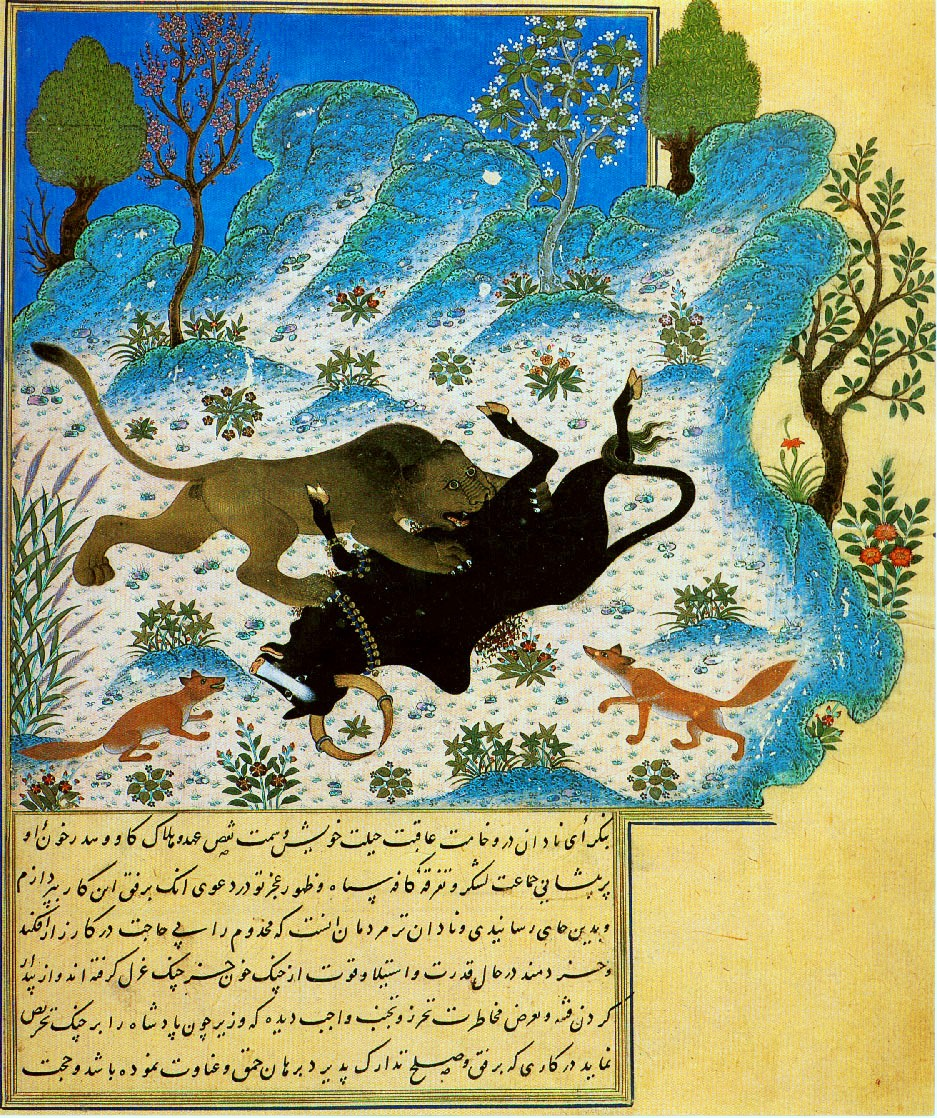
کلیله و دمنه، یک اثر تأثیرگذار در ادبیات فارسی

«فارسی کلاسیک» آزادانه به زبان معیار ایران در قرون وسطی اشاره دارد که در ادبیات و شعر فارسی به کار گرفته می‌شد. این زبان، زبان سده‌های ۱۰ تا ۱۲ است که به عنوان زبان ادبی و میانجی در زمان فرمانروایی دودمان‌های «ایرانی‌شده» ترک و مغول در سده‌های ۱۲ تا ۱۵ و دودمان‌های ایرانی از سده ۱۶ تا ۱۹ استفاده می‌شد.
گرچه فارسی در این دوره از نظر معیارسازی به پیشرفت‌هایی دست یافت، هنوز هم یک زبان واحد معیار به‌شمار نمی‌رفت. فارسی این دوره را می‌توان دارای چند گویش معیار موقت یا «سبک» که توسط نویسندگان کلاسیکی همچون فردوسی، سعدی و حافظ تنظیم شده بود، دانست. در سبک‌شناسی فارسی را دارای سه سبک اصلی خراسانی، شیوهٔ شاعران خراسان و فرارود مربوط به سدهٔ چهارم تا میانه‌های سدهٔ ششم هجری، عراقی، شیوهٔ شاعران عراق عجم و آذربایجان مربوط به اواخر سدهٔ ششم تا سده نهم هجری، و هندی، شیوهٔ شاعران هندوستان از سدهٔ نهم هجری به بعد، می‌دانند. بازگشت ادبی نیز به سبک دوره قاجار به بعد (اواخر سدهٔ دوازدهم) فارسی اشاره دارد که شاعران سبک هندی را کنار گذاشته و دوباره به سبک‌های کهن‌تر، به ویژه عراقی، رو آوردند.
فارسی در این دوره به زبان میانجی ایران بزرگ و بیشتر شبه‌قاره هند تبدیل شد. این زبان همچنین زبان رسمی و فرهنگی دودمان‌های اسلامی، از جمله سامانیان، آل بویه، طاهریان، زیاریان، گورکانیان، تیموریان، غزنویان، آل افراسیاب، سلجوقیان، خوارزمشاهیان، سلجوقیان روم، سلطان‌نشین دهلی، شروان‌شاهان، صفویان، افشاریان، زندیان، قاجاریان، خانات بخارا، خانات خوقند، امارت بخارا، خانات خیوه، عثمانیان و بیشتر نوادگان مغولان هند همچون نظام حیدرآباد بود. فارسی تنها زبان هندواروپایی بود که مارکو پولو در دربار قوبلای خان و در سفرش در چین آن را می‌دانست و از آن استفاده می‌کرد.
استفاده در هند

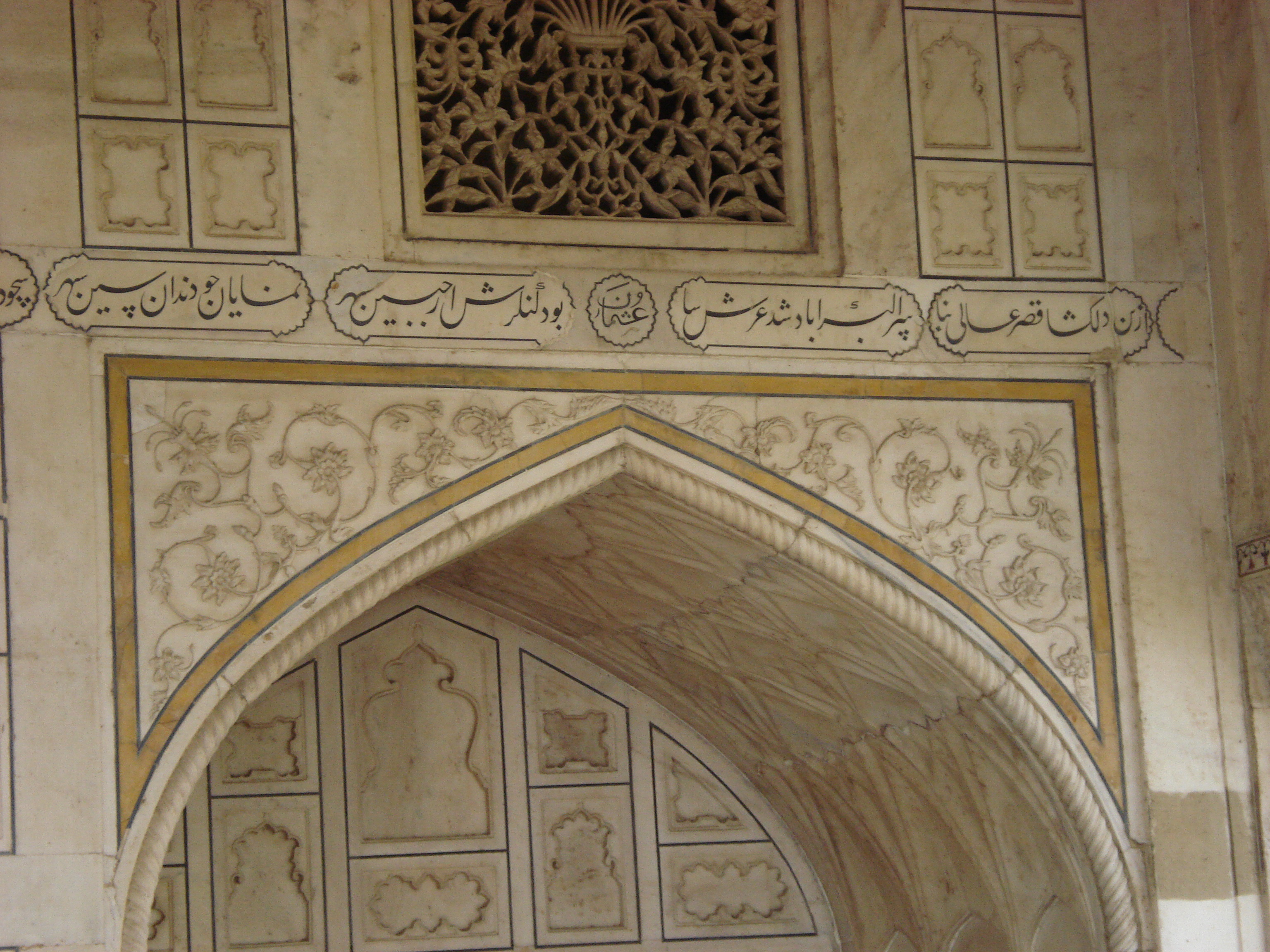
شعرهای فارسی در تخت شاه جهان، قلعه آگره، هند

زبان فارسی بر شکل‌گیری زبان‌های بسیاری در غرب آسیا، اروپا، آسیای میانه و جنوب آسیا تأثیر گذاشته‌است. در پی فتح جنوب آسیا به دست سلطان محمود، فارسی برای نخستین بار در این منطقه معرفی شد. به‌طور کلی از همان روزهای نخستین دودمان‌های ترک ایرانی‌شدهٔ آسیای میانه و افغان‌ها عامل ورود فارسی به شبه‌قاره بودند. از زمان سلطان محمود تا پنج سده بعد و استعمار انگلیس، فارسی به گستردگی به عنوان زبان دوم در شبه‌قاره هند استفاده می‌شد. این زبان به عنوان زبان فرهنگی و آموزشی در چندین دربار اسلامی در شبه‌قاره برجسته شد و در زمان امپراتوران گورکانی به عنوان تنها «زبان رسمی» تبدیل شد.
شاهی بنگاله شاهد هجوم دانشمندان، وکیلان، آموزگاران و روحانیان فارسی‌زبان بود. در این زمان هزاران کتاب و نسخه خطی فارسی در بنگال منتشر شد. زمان فرمانروایی سلطان غیاث‌الدین اعظم‌شاه به عنوان «عصر طلایی ادبیات فارسی در بنگال» توصیف می‌شود. بزرگی این دوره با نامه‌نگاری و همکاری شخص سلطان با حافظ شیرازی مشخص می‌شود که در غزلی در دیوان حافظ نیز بر جای مانده‌است. یک گویش بنگالی یه نام دوبهاشی (به معنای دوزبانه) بر اساس الگوی فارسی در میان مسلمانان بنگال پدیدار شد. دوبهاشی مورد پشتیبانی شاهان بنگاله که صرف نظر از دین، زبان نخست و پرکاربردترین زبان ادبی آن‌ها فارسی بود، قرار گرفت و به رسمیت رسید.
در پی شکست شاهی هندو، فارسی کلاسیک به عنوان زبان درباری منطقه در سده دهم در زمان فرمانروایی غزنویان در مرز شمال‌غربی شبه‌قاره هند درآمد. با به‌کارگیری فارسی توسط پنجابی‌ها، این زبان در سده‌های بعد در منطقه برتری یافت. فارسی تا سده نوزدهم نقش زبان درباری امپراتوری‌های بسیاری را در پنجاب ایفا می‌کرد که واپسین آن‌ها امپراتوری سیک بود که در سال ۱۸۴۹ توسط انگلیسی‌ها فتح شد.
از سال ۱۸۴۳ در شبه‌قاره انگلیسی و هندوستانی به مرور جایگزین فارسی شدند. شواهد تأثیر تاریخی فارسی در آنجا را می‌توان در میزان تأثیر آن بر زبان‌های شبه‌قاره هند دید. وام‌واژگان فارسی هنوز هم در برخی از زبان‌های هندوآریایی، به ویژه اردو (یا همان هندوستانی)، پنجابی، کشمیری و سندی، یافت می‌شوند. جمعیت کوچکی از زرتشتیان ایرانی نیز در هند وجود دارند که ایرانی نامیده می‌شوند و در سده نوزدهم برای فرار از اعدام‌های مذهبی در ایران قاجاری بدان جا پناه برده‌اند. آن‌ها نیز به گویشی از فارسی سخن می‌گویند.
استفاده در عثمانی

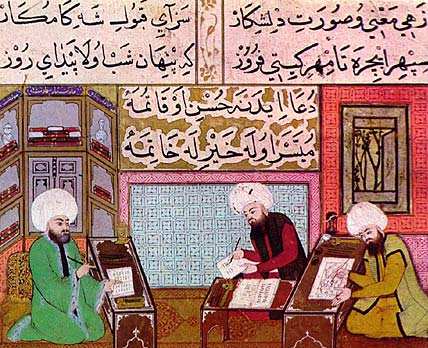
نوشته‌های فارسی در یک نگارگری عثمانی

سلجوقیان روم، که شاخه‌ای از سلجوقیان بودند، زبان فارسی و هنر ایرانی را به آناتولی بردند. آن‌ها فارسی را به عنوان زبان رسمی امپراتوری خویش برگزیدند. امپراتوری عثمانی، که تقریباً می‌توان آنان را جانشینان نهایی سلجوقیان خواند، این سنت را ادامه دادند؛ فارسی زبان رسمی دربار و برای مدتی زبان رسمی امپراتوری بود. طبقه تحصیل‌کرده و اشراف امپراتوری عثمانی، از جمله سلیم یکم با وجود اینکه مخالف سرسخت ایران صفوی و شیعه بود، همگی به فارسی صحبت می‌کردند و فارسی یک زبان ادبی پرکاربرد در امپراتوری به‌شمار می‌رفت. از آثار نخستین فارسی در عثمانی می‌توان به هشت بهشت ادریس بدلیسی که در سال ۱۵۰۲ میلادی نوشته شد و دوره حکومت هشت فرمانروای نخست عثمانی را در بر می‌گرفت و همچنین سلیم‌نامه در تجلیل سلیم یکم، اشاره کرد. با گذشت چند سده، زبان ترکی عثمانی (که خود بسیار فارسی‌شده بود) به سمت زبان ادبی کاملاً پذیرفته‌شده‌ای که قادر بود نیازهای علمی را برآورده کند، توسعه یافت. گرچه شمار وام‌واژگان فارسی و عربی آن گاه تا ۸۸٪ هم می‌رسید. در امپراتوری عثمانی، زبان فارسی برای دیپلماسی، شعر، تاریخ‌نگاری و ادبیات مورد استفاده قرار می‌گرفت و در مدارس دولتی نیز آموزش داده می‌شد.
استفاده در چین

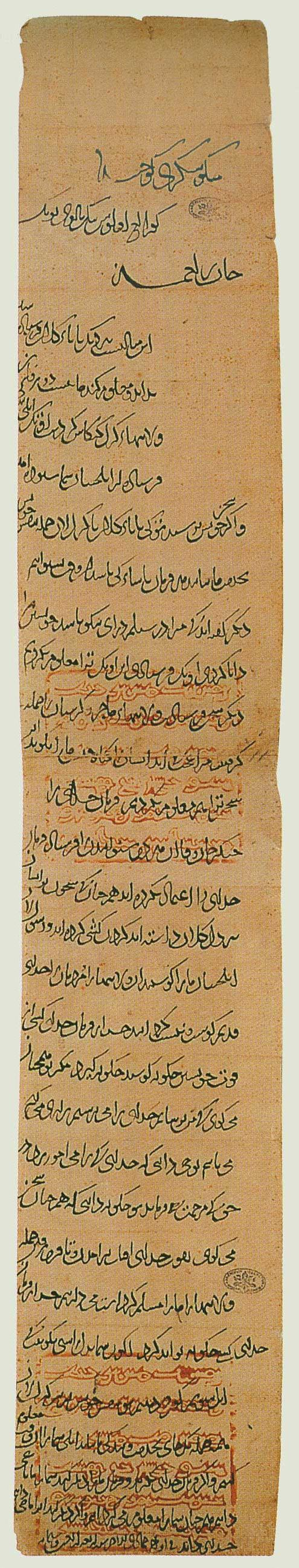
نامهٔ گویوک خان به پاپ اعظم، نگاشته‌شده به زبان فارسی

فارسی از گذشته‌های دور، به ویژه از دوره یوآن تا آغاز سده بیستم، در چین از نقش مهمی برخوردار بوده‌است. تعامل ایران و چین از دوره ساسانی تداوم داشته‌است و در هنگام ایجاد جاده ابریشم این روابط به اوج رسید و پس از پیدایش اسلام این روابط توسعه پیدا کرد. آثار فارسی فراوانی همانند منهاج الطلب نوشته محمد بن حکیم زینینی در چین نوشته شده‌اند. با ایجاد دودمان مغولی یوآن، بسیاری از مسلمانان آسیای میانه و غربی به چین مهاجرت کردند که ایرانی‌ها و فارسی‌زبان‌ها بخش قابل توجهی از آن‌ها بودند و به این ترتیب در این دوره فارسی به یکی از سه زبان رسمی و زبان اول مسلمانان چین تبدیل شد.
نامه گیوک خان، خاقان چین، به پاپ اینوسنت چهارم به فارسی بوده‌است. ورود اسلام به چین توسط زبان فارسی بوده و هنوز واژگان دینی، نماز‌ها و جملات رسمی در ازدواج به زبان فارسی بیان می‌گردد. همچنین بسیاری از اصطلاحات اسلامی که در ایران به زبان عربی استفاده می‌شود، در چین به زبان فارسی بیان می‌گردد. در حوزه علمیه‌های سنتی در سین کیانگ، شاندونگ و شانشی زبان اصلی آموزش زبان فارسی بود و گسترش و کاربرد زبان فارسی در بین مسلمانان و غیر مسلمانان چینی مورد تحقیق بسیاری از محققان چینی قرار گرفته‌است.

### فارسی امروزی

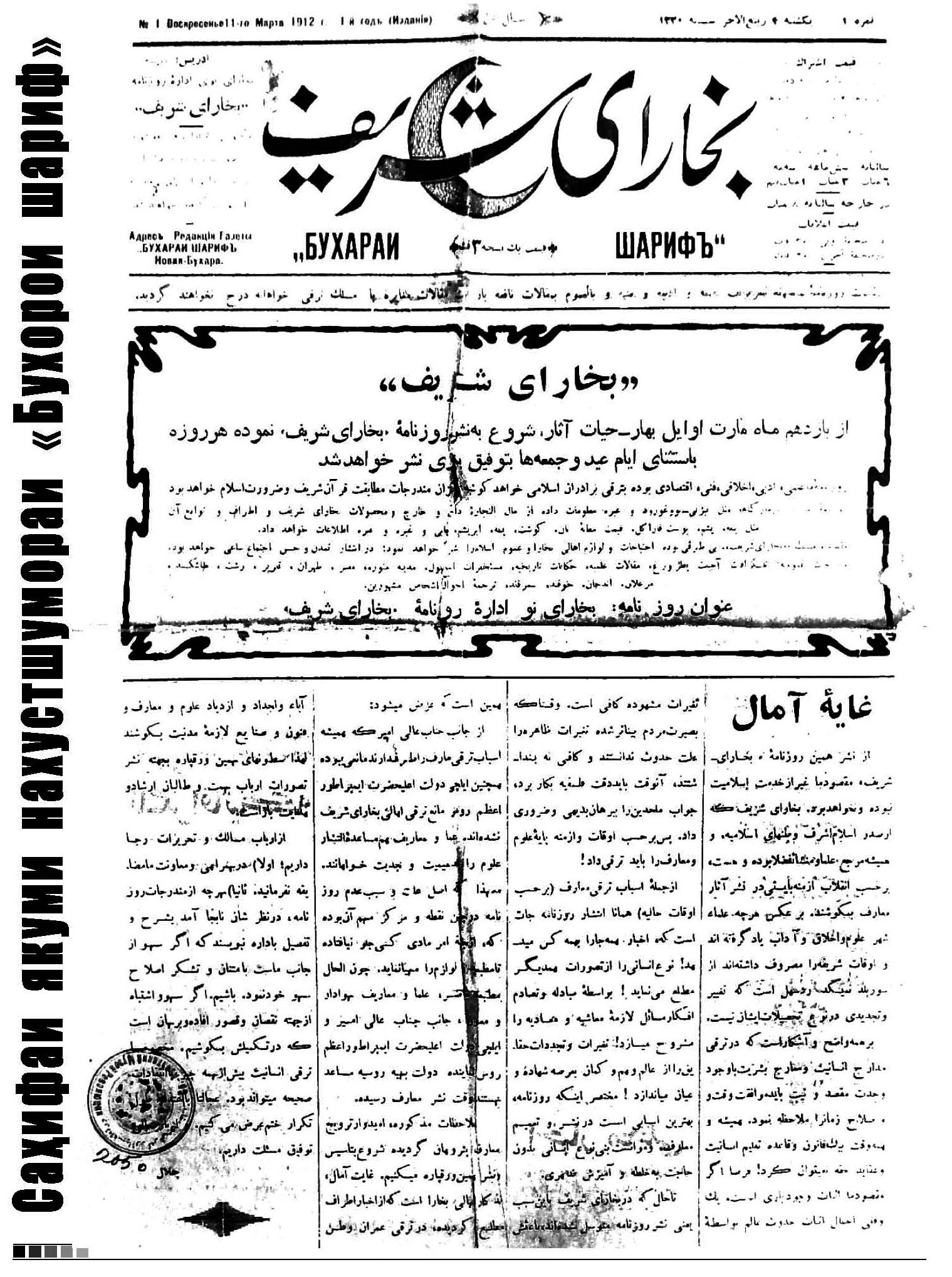
صفحهٔ اول شماره یکم روزنامه بخارای شریف، نخستین روزنامه فارسی‌زبان آسیای میانه

عده‌ای بر این باورند که ادبیات فارسی از دورهٔ مشروطیت به بعد با ادبیات فارسی دورهٔ قاجار و صفویه و پیش آن متفاوت است و به‌ویژه با تأسیس فرهنگستان ایران (در سال ۱۳۱۳ ه‍.خ) و شروع نهضت ترجمه در ایران، یک دورهٔ نوین در زبان فارسی به‌وجود آمده‌است که گرایش عملی‌تری به برگشت و به پاکی و خالص‌سازی زبان فارسی از عبارات و اصطلاحات پیچیدهٔ عربی دارد.
در فرهنگستان نخست زبان فارسی برای حدود ۲ هزار واژهٔ بیگانه معادل‌یابی انجام شد. فرهنگستان دوم که در سال ۱۳۴۷ تأسیس شد، تا ۱۳۵۱ خورشیدی در مجموع ۶٬۶۶۵ واژهٔ نو در برابر واژه‌های بیگانه پیشنهاد کرد. فرهنگستان سوم در سال ۱۳۶۸ تأسیس شد که فعالیت آن تاکنون ادامه داشته و تا مرداد ۱۳۹۸ برای ۴۵ هزار واژهٔ بیگانه معادل‌یابی کرده‌است. غلامعلی حداد عادل در سال ۱۳۹۸ شمار واژگان معادل‌یابی‌شدهٔ مصوب فرهنگستان را بیش از ۶۰ هزار اعلام کرد.
طی سده‌های اخیر، زبان فارسی در نیمهٔ شرقی قلمرو خود با تنگنا و دشواری روبه‌رو شد، ولی در نیمهٔ غربیِ قلمرو خود (کشور ایران) رو به شکوفایی نهاد. انگلیسی‌ها، با استعمار هند، فارسی از آن سرزمین زدودند و آن را با انگلیسی جایگزین کردند. در پی تسخیر مناطق گسترده‌ای از سرزمین‌های فارسی‌زبان ازسوی روس‌ها در آسیای میانه نیز، سه کانون بزرگ زبان فارسی و تمدن ایرانی در منطقه، یعنی سمرقند، بخارا و مرو رو به زوال نهادند و تحت روند شدید فارسی‌زدایی و ایرانی‌زدایی روس‌ها قرار داده شدند.
بااین‌حال، زبان فارسی همچنان در تاجیکستان زبان اکثریت و زبان رسمی است و در ازبکستان، ساکنان شهرهای بخارا و سمرقند همچنان فارسی‌زبانند و فارسی هنوز در درهٔ فَرغانه و مناطق شرقِ تاشکند رواج دارد. در افغانستان نیز سیاست‌های شاهانِ پشتون‌تبار با گرایش فارسی‌زدایی باعث تنزل بلخ و هرات و کابل به‌عنوان مراکز تمدن فارسی در افغانستان در اواخر سدهٔ بیستم شد، اما فارسی همچنان زبان میانجیِ اصلی در آن کشور است. این روندها در حالی بود که در ایران، زبان فارسی راه پیشرفت و توانمندی را پیمود و مرکز ثقل تولیدات فرهنگی، اعم از کتاب، ترجمه، فیلم و موسیقی به زبان فارسی بیشتر در ایران قرار گرفت.